# Вільяорнате-і-Кастро
Вільяорнате-і-Кастро (ісп. Villaornate y Castro) — муніципалітет в Іспанії, у складі автономної спільноти Кастилія-і-Леон, у провінції Леон. Населення — 400 осіб (2010).
Муніципалітет розташований на відстані близько 250 км на північний захід від Мадрида, 46 км на південь від Леона.
На території муніципалітету розташовані такі населені пункти: (дані про населення за 2010 рік)
- Кастрофуерте: 164 особи
- Вільяорнате: 236 осіб

## Демографія
Динаміка населення (INE ):